# Sheroes
Sheroes (originalment en franès, À la vie) és una pel·lícula francesa dirigida per Aude Pépin i estrenada el 2021. La història se centra en la Chantal Birman, una llevadora que ha consagrat la seva vida a la defensa dels drets de les dones. Amb gairebé setanta anys, la Chantal encara continua ajudant les dones que acaben de donar a llum, proposant-los consells o cures i formant noves generacions de llevadores des d'una perspectiva feminista i crítica al sistema sanitari oficial. S'ha subtitulat al català.